# Doos

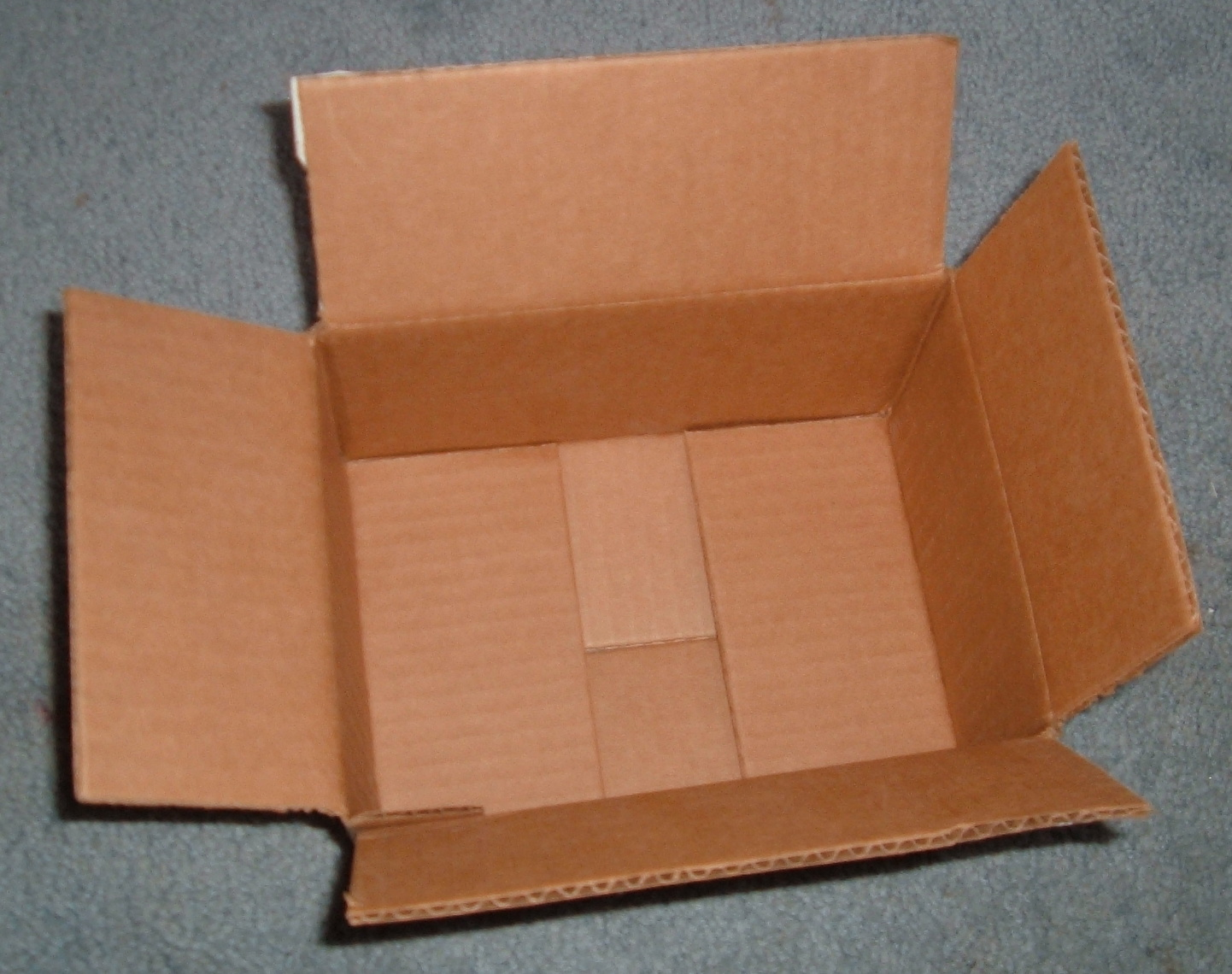
Een geopende, lege doos van karton

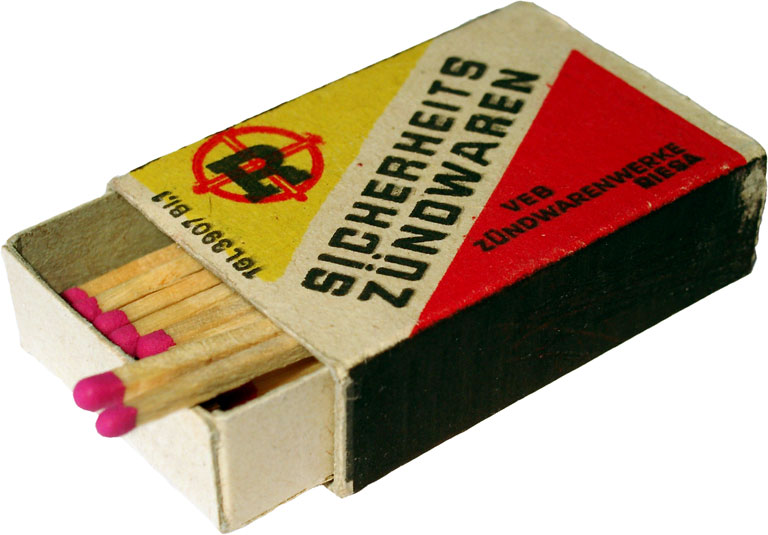
Luciferdoosje

Een doos is een afsluitbaar object waar iets in wordt opgeborgen of verpakt. Een doos bestaat meestal uit gevouwen karton, eventueel met lijm of plakband dichtgezet. In deze vorm heeft het vaak de vorm van een balk. De meeste dozen zijn zo ontworpen dat een aantal dozen stapelbaar zijn en naast elkaar precies op een pallet passen. Wanneer een doos van hout is, spreekt men van een kist. 
Met een doos wordt meestal een grote kartonnen doos bedoeld, met enkel de functie van verpakking of opslag. Voorbeelden zijn een verhuisdoos en een schoenendoos. Een ander soort doos is een tekendoos en is meestal van hout.
Met een doosje bedoelt men vaak een kleine doos zoals een luciferdoosje. Het doosje kan al dan niet op enige wijze versierd zijn en behalve voor opslag ook als presentatie bedoeld zijn. Dit doosje hoeft niet van karton te zijn, het kan ook van metaal, papier, plastic of hout zijn.
Met een overdoos bedoelt men vaak een doos waarin meerdere andere kleine dozen verpakt zijn, bijvoorbeeld om er één te vervoeren pakket van te maken.
Uit marketingoverwegingen worden dozen (of doosjes) vaak bedrukt met bedrijfs- en/of merknaam en bijbehorende vormgeving met beeldmerken zoals logo's. Het vormt daarmee een communicatie-instrument voor bedrijven, waarop informatie verstrekt kan worden over de inhoud ervan.
Sommige dozen hebben een vouwconstructie waardoor er geen tot weinig afvalmateriaal achterblijft in het productieproces ervan. Ook kan het vouwschema zo worden opgezet dat er geen verlijming nodig is, met als gevolg een kleinere ecologische voetafdruk voor de verpakkingsindustrie. Milieuverantwoorde productie is bijvoorbeeld van gerecycled karton. Vaak zijn dozen gefabriceerd van FSC-gecertificeerd papier.

## Overige betekenissen
- De term doos is in de straattaal synoniem voor het vrouwelijk geslachtsorgaan, en wordt als pars pro toto ook wel gebruikt om een onhandige of domme vrouw aan te duiden.

- Architectuur met stapelbare elementen wordt wel voorgesteld als blokkendozen. Met de opmars van de hubs en distributiecentra in het Nederlandse (polder)landschap spreekt men van 'verdozing van het land'.[1]

## Alternatieven
Als alternatief kan worden gekozen het achterwege laten van een doos, of het product zelf omvormen tot drager.
Andere alternatieven zijn:
- Krat
- Mand
- Trommel